# Примерный (Мордовия)
Примерный — посёлок в составе Семилейского сельского поселения в Кочкуровском районе республики Мордовия.

## География
Находится на расстоянии примерно 10 километров по прямой на юго-юго-запад от районного центра села Кочкурово.

## История
Основан в начале 1930-х годов переселенцами из села Семилей.

## Население
Постоянное население составляло 124 человека (мордва-эрзя 68 %, русские 27 %) в 2002 году, 113 в 2010 году.